# Kostas Axelos
Pour les articles homonymes, voir Axelos.
Kostas Axelos (né à Athènes le 26 juin 1924 et mort à Paris 15e le 4 février 2010) est un philosophe, éditeur et traducteur français d'origine grecque.
Professeur à la Sorbonne, spécialiste d'Héraclite, influencé par Platon, Hegel, Marx, Nietzsche et Heidegger, mais aussi Rimbaud, Hölderlin ou Mallarmé, il a rejoint en 1957 puis dirigé à partir de 1960 la revue Arguments à laquelle participaient notamment Edgar Morin et Jean Duvignaud, avant de fonder en 1960 et diriger pendant plus de quarante ans, aux Éditions de Minuit, la collection du même nom, qui fit découvrir en France certains des plus importants penseurs de l'époque, comme Eugen Fink, Herbert Marcuse, Rudolf Hilferding, Karl Korsch, permit la redécouverte de marxistes hétérodoxes comme Georg Lukács, et accueillit aussi des auteurs comme Georges Bataille, Maurice Blanchot ou Jaspers.
Il a publié une vingtaine de livres, la plupart en français mais aussi en grec et en allemand. Ses œuvres ont été traduites en seize langues.

## Biographie et travaux
Il naît dans une famille de la bourgeoisie athénienne (son père était médecin). Son frère et lui reçoivent une éducation en trois langues (grec, allemand, français) ; il reçoit sa formation secondaire au lycée d’Athènes, à l’École allemande, et à l’Institut français, avant d'entreprendre des études de droit et d’économie.
Avec le début de la Seconde Guerre mondiale Alexos s'initie à la politique. Pendant l'occupation italienne puis allemande il participe à la Résistance grecque, comme organisateur et journaliste membre du Parti Communiste (1941–1945). Il sera ensuite exclu du Parti pour déviationnisme. Arrêté par le gouvernement d'extrême-droite dans la période confuse qui précède la Guerre civile grecque, il est enfermé dans un camp en bord de mer d'où il s'évade de nuit à la nage en décembre 1944. Grâce aux efforts du directeur de l’Institut français, avec une centaine d'autres jeunes Grecs dont Cornelius Castoriadis il embarque sur le Mataroa et rejoint Paris en décembre 1945. Fin 1945, il est condamné à mort par contumace, par une cour martiale grecque. C'est en France qu'il vivra désormais ; il ne revient pour la première fois en Grèce, pour l'été, qu'en 1956.
Diverses rencontres marquent ses premières années en France : André Breton en 1947, Pablo Picasso en 1948, mais aussi et surtout Jean Beaufret, François Châtelet, Henri Lefebvre et Martin Heidegger, dont la pensée l'influence et qu'il rencontre en 1955 au Centre culturel international de Cerisy-la-Salle.
De 1950 à 1957 il est chercheur au CNRS, avant de travailler à l'École pratique des hautes études. Ses premiers textes sont publiés, et il rejoint en 1957 l'équipe de la revue Arguments, fondée l'année précédente par Edgar Morin, Roland Barthes, Jean Duvignaud et Colette Audry, qui veut propulser une critique radicale du stalinisme et plus généralement reconsidérer le « mode marxiste de penser », par l’intégration des sciences sociales et de pensées hétérodoxes (Lukacs, Marcuse, Korsch). Morin et Duvignaud le nomment rédacteur en chef « vu son besoin de prestige » en 1960 et il le restera jusqu'au dernier numéro, paru en 1962.
Il soutient, en 1959, ses thèses doctorales sur la philosophie poétique de Héraclite (publiée sous le titre Héraclite et la philosophie, 1962) et sur Marx penseur de la technique (publiée en 1961), qui, dans une perspective heideggerienne, inscrit l’auteur du Capital dans l’histoire de la métaphysique moderne, comme son sommet ou son plus complet déploiement. Ces deux livres inaugurent sa première trilogie, qu'il intitulera plus tard Le Déploiement de l'errance. Elle s'achève avec Vers la pensée planétaire (1964) où figurent notamment ses réflexions sur Rimbaud et le lien entre l'ontologie et la littérature.
De 1962 à 1973 il enseigne la philosophie à la Sorbonne, avant de revenir au CNRS. Au fil des livres, il développe et reprend les grands concepts qui organisent sa pensée : le temps, le monde, le jeu. Le Déploiement du jeu, sa seconde trilogie, comprend Contribution à la logique (1977), Le Jeu du monde (1969) et Pour une éthique problématique (1972). La troisième (Le Déploiement d'une enquête) comprend Arguments d'une recherche (1969), Horizons du Monde (1974) et Problèmes de l'enjeu (1979).
Il est proche de Gilles Deleuze, avant que ce dernier ne s'éloigne à la suite d'un article d'Axelos (« Sept questions d'un philosophe », Le Monde, 28 avril 1972) à la sortie de L'Anti-Œdipe (écrit en collaboration avec Félix Guattari).
Alors même qu'il élabore une œuvre considérable, dès les années 1970 sa présence publique est plus discrète. Il s'en expliquera dans une interview donnée en 2005 : « Je ne me considère pas comme un intellectuel, c’est-à-dire comme quelqu’un qui donne son avis sur toutes les choses à longueur de jour et de nuit. J’ai des préférences personnelles en ceci, en cela, mais ce que je pense et ce que j’essaie de faire, tout en m’adressant, pour reprendre un mot de Nietzsche, «à tous et à personne», ne peut que rester souterrain et exercer, si ça doit jamais l’exercer, un pouvoir invisible plutôt que visible. »

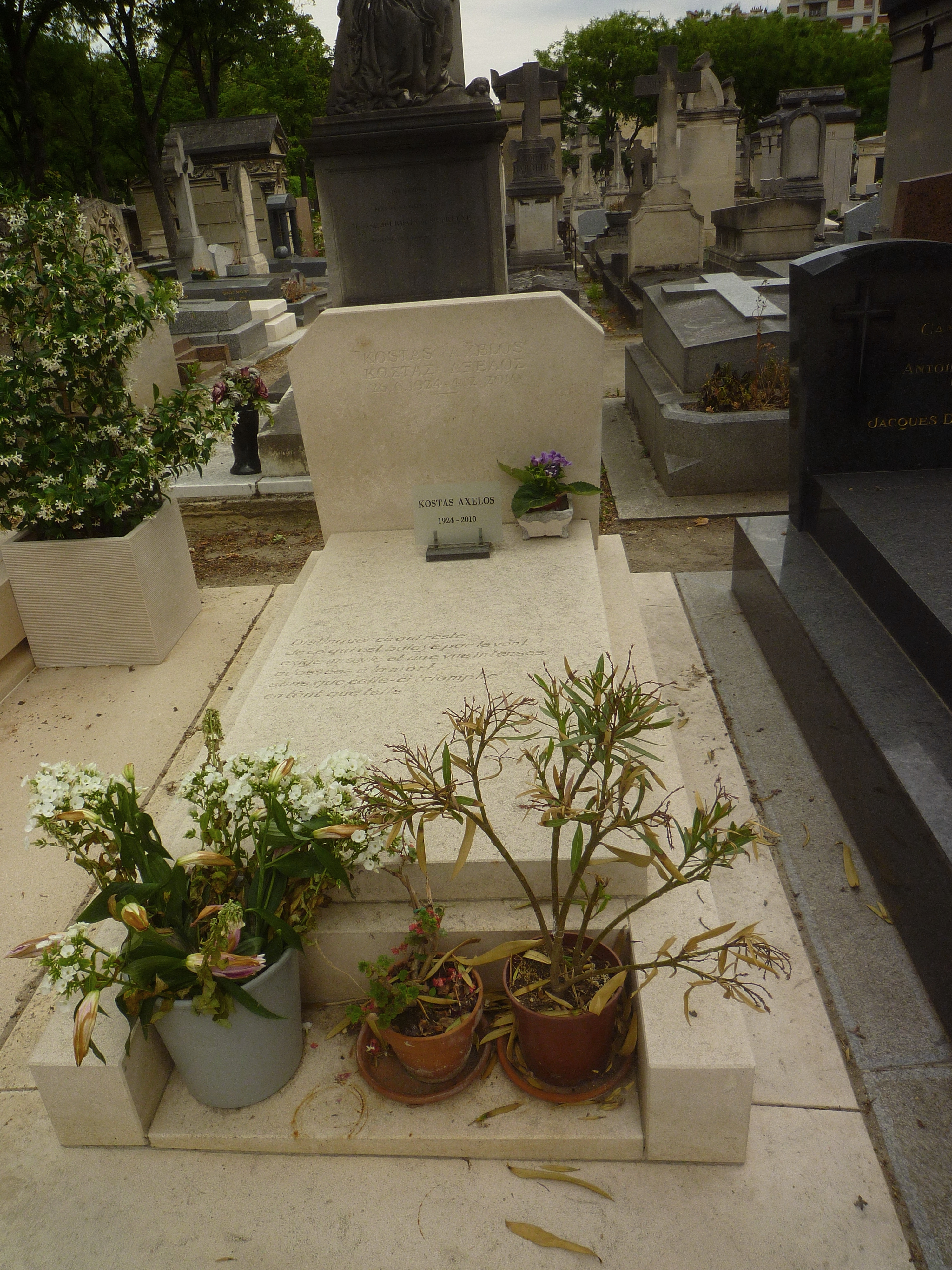
Tombe de K. Axelos au cimetière du Montparnasse (Paris).

Décédé à 85 ans, il est inhumé à Paris, au cimetière du Montparnasse, le 11 février 2010,.

## Principales publications
- Marx, penseur de la technique, Paris, UGE/Les Éditions de Minuit, 1961 (réédition Encre Marine, 2015).
- Les fragments d'Héraclite d'Éphèse, présentés et traduits par Kostas Axelos, Éditions Estienne, 1958
- Héraclite et la philosophie, Paris, Les Éditions de Minuit, 1962.
- Arguments d'une recherche, Paris, Les Éditions de Minuit, 1963.
- Vers la pensée planétaire, Paris, Les Éditions de Minuit, 1964.
- Le Jeu du monde, Paris, Les Éditions de Minuit, 1969.
- Pour une éthique problématique, Paris, Les Éditions de Minuit, 1972.
- Entretiens, Paris, Scholies/Fata Morgana, 1973.
- Horizons du monde, Paris, Les Éditions de Minuit, 1974.
- Contribution à la logique, Paris, Les Éditions de Minuit, 1977.
- Problèmes de l'enjeu, Paris, Les Éditions de Minuit, 1979.
- Systématique ouverte, Paris, Les Éditions de Minuit, 1984.
- Métamorphoses, Paris, Les Éditions de Minuit, 1991.
- L'Errance érotique, postface de Jacques Sojcher, Éditions La Lettre volée, 1992.
- Lettres à un jeune penseur, Paris, Les Éditions de Minuit, 1996.
- Notices autobiographiques, Paris, Les Éditions de Minuit, 1997  (ISBN 978-2707316240).
- Ce questionnement, Paris, Les Éditions de Minuit, 2001.
- Réponses énigmatiques, Paris, Les Éditions de Minuit, 2005  (ISBN 978-2707318992).
- Ce qui advient. Fragments d'une approche, Paris, Les Belles-Lettres, coll. "Encre marine", 2009  (ISBN 978-2350880112).
- En quête de l'impensé, Paris, Les Belles-Lettres, coll. "Encre marine", 2012  (ISBN 978-2350880594) (ouvrage posthume, publié à partir d'un manuscrit dont la rédaction a été interrompue par la maladie, puis la mort du philosophe en 2010).
- Le Destin de la Grèce moderne, Paris, Les Belles-Lettres, coll. "Encre marine", 2013 (réédition en volume d'un texte paru pour la première fois dans la revue Esprit en 1954).
- L'Exil est la patrie de la pensée, Paris, Éditions Rue d'Ulm, 2015,  (ISBN 978-2-7288-0522-8) (ouvrage contenant une compilation posthume de textes inédits d'Axelos, des études sur lui et son œuvre, et des témoignages de personnes l'ayant connu).

### Traductions
- Qu’est-ce que la philosophie ? (de Martin Heidegger), traduit de l’allemand avec Jean Beaufret, Paris, Gallimard, 1957.
- Histoire et conscience de classe (de Georg Lukács), traduit de l’allemand avec Jacqueline Bois (Préfacier : Kostas Axelos), Paris, Les Éditions de Minuit, 1960.
- Questions (de Martin Heidegger), traduit de l’allemand avec Jean Beaufret, François Fédier, al., Paris, Gallimard, 4 vol., 1968-1976, repris dans la coll. « TEL », no 156 et no 172, 1990.